# KAL 빌딩
KAL 빌딩(영어: KAL Building)은 대한민국 서울특별시 중구 남대문로 63(남대문로2가 118)에 위치한 오피스 빌딩이다. 지상 23층이고 도합 25층이 있고 지하 2층으로 구성되고 높이는 82.88이다. 1969년 9월 5일에 완공되었고 입주가 시작되었다.
서울특별시 서소문로 117(서소문동 41-3)에 나중에 건립된 또 다른 KAL 빌딩과 구별하기 위하여 현재는 한진빌딩이라고 부르고 있다.

## 역사
1968년 3월 1일에 착공하여 1969년 9월 5일에 준공되어 입주가 시작되었다. 완공 후 대한민국에서 가장 높은 건물이 되었다. 한진그룹이 서소문 KAL 빌딩으로 신축 이전했다. 1970년 3월 18일 사용 승인이 되었다. 1971년 9월 15일에 방화 사건이 일어나 화재가 발생했고 이후에 복구가 완료되었다. 1985년에는 그룹창립 40주년 기념이 있었다. 1988년 내부 리모델링이 완료되었다. 1997년 IMF 외환 위기를 겪게 된다. 2006년 외부 리모델링 작업이 완료되었다.

## 높이
높이는 82m이고 층수는 23층이고 도합 25층이 있고 지하로는 2층까지 있다. 완공 후 대한민국에서 가장 높은 건물이 되었다. 1970년 31빌딩(31층, 114m)이 완공되기 전까지 대한민국 최고층 빌딩이었다. 1979년 롯데호텔 서울(38층, 138m)가 완공되기 전까지 서울특별시 중구에서 가장 높은 건물이었다.

## 특징
오래된 건물이 완공된 후 한진그룹 간판이 있다. 20인승 엘리베이터가 6대가 있는데 이후에는 1대 추가한 후 7대가 있다. 엘리베이터는 일반용 6대, 화물용 1대가 있다. 지하 1층과 2층을 파어킹과 에어리어로 사용한다. 총 주차대수는 373대다.

## 내부 시설
이 시설에는 사무실이 있다.
| 층수                | 시설       |
| ------------------- | ---------- |
| 2층 ~ 23층          | 업무시설   |
| 1층                 | 로비       |
| 지하 2층 ~ 지하 1층 | 지하주차장 |

## 사건 및 사고
- 1971년 9월 15일 - KAL 빌딩에 방화 사건이 일어나 화재가 발생하였다.

## 같이 보기
- 대한민국의 마천루 목록
- 서울특별시의 마천루 목록